# Kazba Telouet
Kazba Telouet (berbersko: ⵉⵖⵔⵎ ⵏ ⵜⵍⵡⴰⵜ; arabsko قصبة تلوات, francosko Casbah de Télouet) je kazba ob nekdanji poti karavan iz Sahare čez gorovje Atlas v Marakeš. Kazba je bila sedež oblasti družine El Glaoui, zato so jo včasih imenovali tudi Palača Glaoui. Graditi so jo začeli leta 1860 in ga v kasnejših letih še razširili. Palačo si je še vedno mogoče ogledati, vendar postaja vse bolj poškodovana in počasi propada. Leta 2010 so potekala dela za obnovo nepremičnine.

## Lega
Palača stoji na obrobju majhne berberske vasice Télouet v Maroku. Leži na nadmorski višini 1800 metrov. Zavzemajoč strateški položaj v Visokem Atlasu, so prebivalci palače imeli privilegij, da so bili na prehodu karavan in v bližini večjih rudnikov soli.

## Zgodovina
Prehod trgovskih karavan, ki je povezoval puščavo z velikimi mesti, ki so na drugi strani Atlasa, in bližina rudnikov soli je bogastvo paš, ki so naseljevali Telouet. Sedanjo kazbo je leta 1860 zgradil Mohamed Ibijet, vodja klana Glaoui v Visokem Atlasu. Gradnja je trajala 5 let in naj bi vključevala okoli 300 obrtnikov, pripeljanih iz mnogih delov Maroka, vključno s Fesom. V kasnejših letih se je kazba še naprej širila, ko je družina rasla v moči in bogastvu. Obrtniki so okrasili stene z zellijem in izrezljanim štukaturo ter poslikali strope iz cedrovine s pisanimi motivi, s čimer so lokalnim amazigskim (berberskim) slogom dodali značilne elemente klasičnega andaluzijsko-maroškega sloga.(str.25–28)
Med francosko kolonialno okupacijo Maroka po letu 1912 se je družina Glaoui povezala s francoskim režimom. Thami El Glaoui, glava družine po smrti Madanija El Glaouija leta 1918, je bil priznan kot 'paša' Marakeša. Na vrhuncu svoje moči si je nabral precej bogastva, zaradi česar je postal ena vodilnih osebnosti v državi. Njegova politična povezanost s Francozi in njegova vloga pri potiskanju Mohameda V. v izgnanstvo sta sčasoma povzročila propad njegove družine, ko se je gibanje za neodvisnost Maroka okrepilo. Thami je umrl zaradi raka v Marakešu leta 1956, ravno ko se je Mohamed V. zmagoslavno vračal v Maroko. Njegovo palačo v Telouetu so še širili in okrasili, ko sta njegova smrt in padec iz milosti končala delo, ki je potekalo. Leta 1957, potem ko je Maroko uradno pridobil neodvisnost od Francije, je bilo bogastvo in palače družine Glaoui po vsej državi zaplenjeni, skupaj z bogastvom drugih osebnosti, ki so sodelovale s francosko upravo.
Od takrat je bila palača Glaoui v Telouetu zapuščena in je zdaj v lasti vaškega sveta. Večji del palače je ostal v ruševinah, vendar je bil del bogato okrašenih sprejemnih sob v enem od zgornjih nadstropij v celoti obnovljen in dostopen turistom. Palača, vključno z njenim obnovljenim delom, je bila poškodovana med potresom v Marakešu in Safiju leta 2023.